# Fanö (Gerät)
Fanö war der Deckname eines im Zweiten Weltkrieg eingesetzten deutschen Funkmessgerätes, genauer eines Funkmessbeobachtungsgerätes (FuMB) für Dezimeterwellen. Die offizielle militärische Bezeichnung des Geräts war Fu MB 5 (häufig geschrieben FuMB 5), während der Hersteller Rohde & Schwarz (R&S) ihm die Typbezeichnung „RS 1/20 DM/43“ gegeben hatte, woraus sich als Entwicklungsjahr 1943 ableiten lässt.

## Beschreibung
FuMB 5 (Fanö) diente zum Empfang von elektromagnetische Wellen im Frequenzbereich von 400 MHz bis 1600 MHz, der heute auch als UHF für englisch Ultra High Frequency bezeichnet wird. Der Messempfänger arbeitet nach dem Heterodynprinzip. Das äußere Erscheinungsbild gleicht dem des FuMB 4 (Samos) vom selben Hersteller, das den Frequenzbereich von 90 MHz bis 470 MHz abdeckt. Fanö ist somit als höherfrequente Ergänzung zu Samos aufzufassen. Die militärische Bezeichnung FuMB 5 lässt erkennen, dass es weitere Funkmessbeobachtungsgeräte gab. Dazu gehören ferner FuMB 1 (Metox), FuMB 7 (Naxos), FuMB 8 (Zypern), FuMB 9 (Wanze), FuMB 10 (Borkum), FuMB 11 (Korfu), FuMB 26 (Tunis), FuMB 35 (Athos) und FuMB 37 (Leros).

## Verwendung
Genutzt wurde Samos auf Flugzeugen, Schiffen und speziell auf U-Booten zum Aufspüren feindlicher Funkmesssignale (Radar) und erfüllte so zusammen mit einer geeigneten Antenne den Zweck eines Radarwarngeräts. Im Zusammenwirken mit einer passenden Peilantenne konnte auch die Richtung der Sendungen festgestellt werden. Fanö verfügt hierzu über einen Umschalter „Suchen“/„Peilen“. Die im Suchempfang aktive automatische Verstärkungsregelung („geregelt“) wird zum Peilempfang deaktiviert („ungeregelt“) und gestattet so die zum Peilen genutzte Minimumssuche.
Eine weitere Anwendung war die Kalibrierung eigener aktiver Funkmessgeräte (FuMG), wie beispielsweise des FuMG 62 (Würzburg).